# وایت‌چپل
وایت‌چپل (به انگلیسی: Whitechapel) یک گروه دث‌کور آمریکایی از شهر ناکسویل ایالت تنسی است که در سال ۲۰۰۶ توسط فیل بوزمن و بن سویج تشکیل شد. این گروه شامل خواننده فیل بوزمن، گیتاریست‌ها بن سویج، الکس وید و زک هاوسهولدر، بیسیست گیب کریسپ و درامر بن هارکلرود می‌باشد. گروه تاکنون ۷ آلبوم استودیویی و ۱۴ موزیک ویدئو منتشر کرده است. وایت‌چپل به طور رسمی با ناشرشان "متال بلید رکوردز" کار می‌کنند.

## اعضا

### اعضای کنونی
- فیل بوزمن : خواننده  (۲۰۰۶ تا کنون)
- بن سویج : گیتار لید  (۲۰۰۶ تا کنون)
- الکس وید : گیتار لید/ریتم  (۲۰۰۶ تا کنون)
- زک هاوسهولدر : گیتار ریتم  (۲۰۰۷ تا کنون)
- گیب کریسپ : بیس  (۲۰۰۶ تا کنون)
- بن هارکلرود : درام  (۲۰۱۱ تا کنون)

### اعضای پیشین
- براندون کگل : گیتار  (۲۰۰۶ تا ۲۰۰۷)
- درک مارتین : درام  (۲۰۰۶ تا ۲۰۰۷)
- کوین لین : درام  (۲۰۰۷ تا ۲۰۱۱)